# Beat de Boul
Beat de Boul, parfois stylisé Beat 2 Boul,, est un label discographique et collectif de hip-hop français, originaire de Boulogne-Billancourt, dans les Hauts-de-Seine. Il est fondé en 1995 par les Sages Poètes de la Rue sous le nom initial de Beat de Boulogne, et se dissout en 2002.

## Biographie
Le Beat de Boul est initialement une connexion des rappeurs des alentours du Pont de Sèvres, l'ensemble est constitué notamment des Sages Po', Lim, Lunatic ou Sir Doum's,. La formation du collectif se concrétise en 1995 lors de la proposition des Sages Po' de former une union de MCs nommée Beat de Boulogne. « Nous avons décidé de mettre Boulogne sur la carte du rap français et on a créé le Beat de Boul », explique Zoxea. Le crew est par la suite rebaptisé Beat de Boul. Booba intègre Beat de Boul en tant que rappeur, après avoir quitté La Cliqua en tant que danseur.
En 1995, Zoxea produit le premier album de Lunatic, Sortis de l'ombre, composé de 14 chansons, qui ne verra jamais le jour pour des raisons obscures mais qui n'avaient rien d'artistiques. Booba et Ali finissent par quitter le collectif pour rejoindre Time Bomb. En 1997, le premier EP et hymne, Dans la Sono arrive dans les bacs. Y apparaissent Mo'vez Lang, Sir Doum's, ou encore Malekal Morte. L'album entièrement produit par les Sages Po' est créé afin de mettre en valeurs leur entourage.
Nysay ayant rejoint les rangs de l'écurie des Hauts-de-Seine, une diversité musicale est encore d'actualité lors de la sortie du second EP, Dans la Ville. Le groupe formé d'Exs et Salif n'a jamais fait partie du collectif ou fut signé sur le label. Ils ont juste posé leur morceau C'est la guerre. Ils expliquent que les Sages Poètes de la Rue avaient vraiment servi de précurseurs pour les actuels rappeurs du Pont de Sèvres.
Le début de la fin commence et le collectif se sépare en 2002,, pour des raisons de contrat mettant un terme aux relations entre les Sages Poètes de la Rue et la Mo'vez Lang. Quelques années plus tard, les membres de Lunatic font de même conduisant à la fin de l'unité ayant vu le jour 10 ans auparavant.
Afin de continuer l'aventure, le troisième volet du Beat de Boul sort début 2007 et verra naître une polémique au sujet du morceau Pierre tombale, sur lequel Zoxea ne prononce pas le nom du rappeur visé (Sinik). Sort également sur ce projet, un morceau qui a dû faire frissonner les supporters des Sages Po' de la première heure, qui se nomme 60 Piges où Zoxea réaffirme son amour pour sa musique, qu'il avait dévoilé dans Rap, musique que j'aime dans son premier album solo.

## Membres

### Anciens membres

#### Groupes
- IMS (Arafat, Khomeyni et Narcisse)
- Les Sages Poètes de la Rue (Zoxea, Dany Dan et Melopheelo)
- Lunatic (Booba et Ali)
- Malekal Morte (Mala, Bram's et Issaka)
- Mo'vez Lang (LIM, Cens Nino et Boulox)
- Nysay (Salif et Exs)

#### Artistes solos
- Sir Doum's
- Pass Partoo

## Discographie
- 1997 : Dans la Sono
- 2000 : Dans la Ville
- 2007 : Dans un autre Monde